# 堺市立長尾中学校
堺市立長尾中学校（さかいしりつ ながお ちゅうがっこう）は、大阪府堺市北区にある公立中学校。

## 沿革
現在の校区にあたる地域には、太平洋戦争前は練兵場が置かれ、また終戦直後は占領軍が駐留した。占領軍撤退後に跡地開発として、金岡団地など住宅開発が進んだ。
そのため地域の生徒数が急増した。生徒増加の対策として、堺市立三国丘中学校と堺市立金岡中学校（現在の堺市立金岡北中学校）の校区の一部を分離再編し、堺市で18番目の市立中学校として1962年に開校した。

### 年表
- 1962年4月1日 - 堺市立長尾中学校として開校。
- 1962年10月28日 - 開校式を実施。
- 1964年6月11日 - 校舎完成祝賀式典を実施。
- 1965年2月6日 - 校歌発表会を実施。
- 1968年2月17日 - 大阪府よい歯の学校優良校を受賞。
- 1978年4月4日 - 養護学級設置。

## 通学区域
- 堺市立東浅香山小学校と堺市立東三国丘小学校の通学区域。

## 交通
- JR阪和線 堺市駅 南東へ約500m。
- 南海バス 長尾町バス停。

## 著名な卒業生
- 森チャック
- 今滝真理子（元シンガーソングライター）
- 西岡良洋（元プロ野球選手）